# عباس إبراهيم
عباس إبراهيم (10 أغسطس 1988 -)، مغني سعودي، من مواليد جدة. قدّم نفسه بشكل لافت وبرغم قصر عمره الزمني والفني إلّا أنه نافس غالب الفنانين واحتل مراكز متقدمة ساعدته أن يقدم أسلوبه الطربي في غالب أعماله، وتصدّرت مبيعات ألبومه الأول الرسمي اسمعوني أسواق الكاسيت، وأصبح نجماً ساطعًا في عالم الأغنية، وحقق الشيء الذي يرضيه رغم صغر سنه؛ وهو الأهم من دخول معترك منافسة الآخرين وسعادته بالغة بأن الجمهور العربي تقبل الأعمال التي قدّمها خلال هذا المشوار الفني البسيط.
اكتشف موهبته الملحن سامي إحسان وحظي بتشجيع الفنان عبد الرب إدريس.

## الألبومات الرسمية
- 2002 :اسمعوني
- 2003 : ناديت
- 2004 : حبيبي
- 2005 : لفته
- 2008 : منت فاهم
- 2010 : أنا غنيت
- 2019 : زاهية

(ألبوم غير رسمي، عبارة عن تجميع لبعض الأغنيات المسجلة بصوت عباس إبراهيم قديمًا)

## الأغاني المفردة
- 2006 : الساعة 25
- 2006 : قالت أحبك
- 2010 : ماني على خبرك
- 2011 : كيف حالك (من كلمات نواف الشلهوب، لحن الدكتور عبد الرب إدريس)
- 2011 : ارجعي لي بالسلامة (من كلمات نواف الشلهوب، لحن الدكتور عبد الرب إدريس)
- 2012 : كل ساعة (من كلمات والحان وسيم باسعد)
- 2012 : نويت أقول (من كلمات آثال، لحن أسامة العطار)
- 2012 : أجمل سنيني (من كلمات عاتق الثريا، لحن موسى محمد)
- 2012 : هذا وقبلي (من كلمات سعد آل سعود، لحن نبيل الغانم)
- 2012 : أعميتها (من كلمات تركي بن فهد، لحن خالد النادر)
- 2019 : زاهية (من كلمات نواف الشلهوب، لحن ديم)
- 2019: بوابة النور (أغنية خاصة)
- 2020: جرح الهوى
- 2020: شيلوا هالليلة (أغنية خاصة)
- 2020: المحزم (أغنية وطنية)
- 2022 : هذا الوطن (أغنية وطنية)
- 2022: استدل النور (أغنية خاصة)
- 2022: موسم مها
- 2022 : يا خرافة
- 2023 : سيرة وطن (أغنية وطنية)

## أغاني المسلسلات
- 2006 أسوار
- 2008 أسوار 2 (مسلسل)

## ملحنون تعاون معهم
- سهم
- سامي إحسان
- عبد الرب إدريس
- صالح الشهري
- مروان خوري
- عبادي الجوهر
- ناصر الصالح
- محمد عبده (مغني)
- رابح صقر
- وتر
- ديم[2]
- عزيز سليم

## شعراء تعاون معهم
- محمد بن عبد الله الفيصل آل سعود
- خالد الفيصل
- بدر بن عبد المحسن بن عبد العزيز آل سعود
- عبد الله الشريف
- حمدان بن محمد بن راشد آل مكتوم
- خالد بن سعود الكبيـر بن عبد العزيز آل سعود
- سعود محمد العبدالله
- نواف الشلهوب
- مؤيد ( شاعر سعودي)
- مساعد الرشيدي

## الحفلات والمشاركات
- أوبريت الجنادرية 21 وفاء وبيعة 2006
- حفلات جدة 2006
- أوبريت الجنادرية 22 أرض المحبة والسلام 2007
- أوبريت الجنادرية 23 عهد الخير 2008
- أوبريت الجنادرية 24 وطن الشموس 2009
- حفلات جدة 2006
- مهرجان الدوحة
- أوبريت الجنادرية 25 وحدة وطن 2010
- أوبريت الجنادرية 26 فرحة وطن 2011
- أوبريت نواصي الخير 2011
- نهائي كأس خادم الحرمين الشريفين 2019

## روابط خارجية
- عباس إبراهيم على موقع ميوزك برينز (الإنجليزية)
- عباس إبراهيم على موقع ديسكوغز (الإنجليزية)